# Porto di Montevideo
Il porto di Montevideo, nella parte settentrionale della città vecchia di Montevideo, in Uruguay, è uno dei principali porti del Sud America e svolge un ruolo molto importante nell'economia dell'Uruguay.

## Storia
La baia di Montevideo è uno dei motivi per cui la città è stata fondata. Dà protezione naturale alle navi, anche se ora ci sono due moli che proteggono l'entrata del porto dalle onde. Questo porto naturale la rende competitiva con l'altro grande porto sudamericano del Río de la Plata, il porto di Buenos Aires.
I principali cambiamenti tecnici sono avvenuti tra il 1870 e il 1930. Durante questo periodo, fu costruito il primo molo di legno, diversi depositi a La Aguada, a nord ea sud della Rambla, un porto fluviale, un nuovo molo, un bacino fluviale e la raffineria La Teja. Una grave tempesta nel 1923 ebbe come risultato che molti lavori di ingegneria nella città dovettero essere riparati. Dalla seconda metà del XX secolo, sono cessati i cambiamenti fisici, dopo di che è venuto a crearsi un degrado dell'area a causa della stagnazione economica nazionale.

## Sviluppo

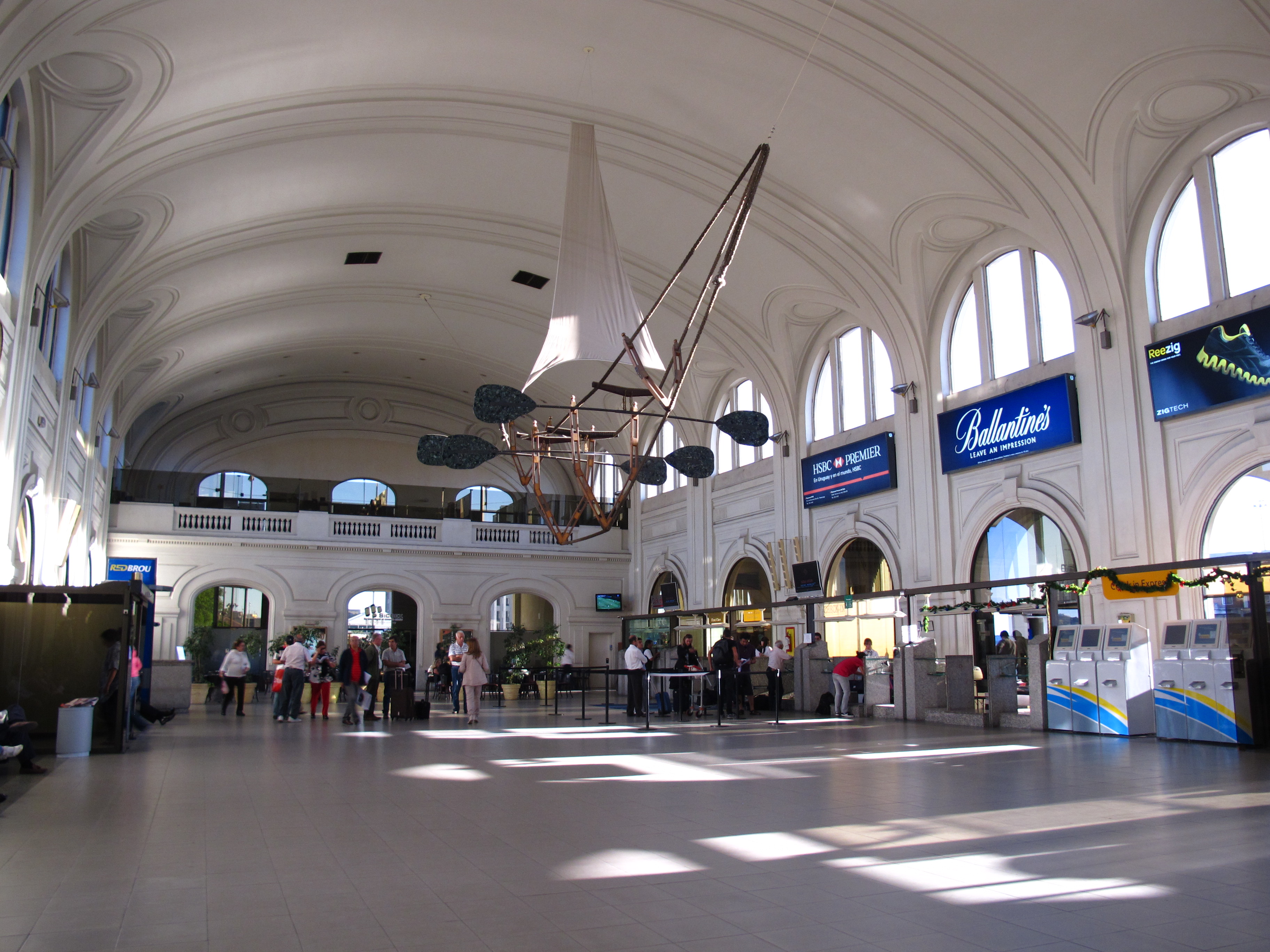
Terminal Buquebús

La vicinanza del porto ha contribuito all'installazione di varie industrie nell'area circostante la baia, in particolare alle attività di import/export e alle attività legate alle attività portuali e alle attività navali. A causa della densità dello sviluppo industriale nell'area circostante il porto, la popolarità residenziale è relativamente bassa. I principali problemi ambientali sono la sedimentazione subacquatica e la contaminazione di aria e acqua.
Il porto è cresciuto rapidamente e costantemente ad un tasso medio annuo del 14% a causa di un aumento del commercio estero. La città ha ricevuto un prestito di 20 milioni di dollari dalla Banca Interamericana di Sviluppo per modernizzare il porto, aumentarne le dimensioni e l'efficienza, e ridurre i costi di trasporto marittimo e fluviale.
Katoen Natie possiede un'importante struttura per la movimentazione di container in questo porto.
Nel luglio 2019 sono terminati i lavori di ampliamento al molo C. L'opera realizzata, costata 82,5 milioni di dollari, consiste in una banchina di 180 metri di lunghezza e 34 di larghezza. Il 3 marzo 2020 il presidente uruguaiano Luis Lacalle Pou ha annunciato che il progetto di Katoen Natie di investire nell'ampliamento del porto di Montevideo per una spesa totale di 445 milioni di dollari. I lavori programmati consistono nel raddoppio della superficie del terminal container, consentendo così all'operatore Cuenca del Plata di ridurre del 20-30% le tariffe portuali, nella costruzione di un molo di 700 metri, nell'installazione di nuove gru e di un nuovo sistema computerizzato. L'ampliamento delle banchine consentirà inoltre l'attracco simultaneo di quattro navi portacontainer. Questi nuove opere consentiranno allo scalo uruguaiano di superare due volte la capacità di carico del vicino porto di Buenos Aires e di triplicare i posti di lavoro. A fronte degli investimenti fatti da Katoen Natie il governo uruguaiano si è impegnato ad estendere di ulteriori cinquant'anni la concessione alla società belga. L'inizio dei lavori è previsto tra la fine del 2021 e l'inizio dell'anno successivo.

## Porto turistico

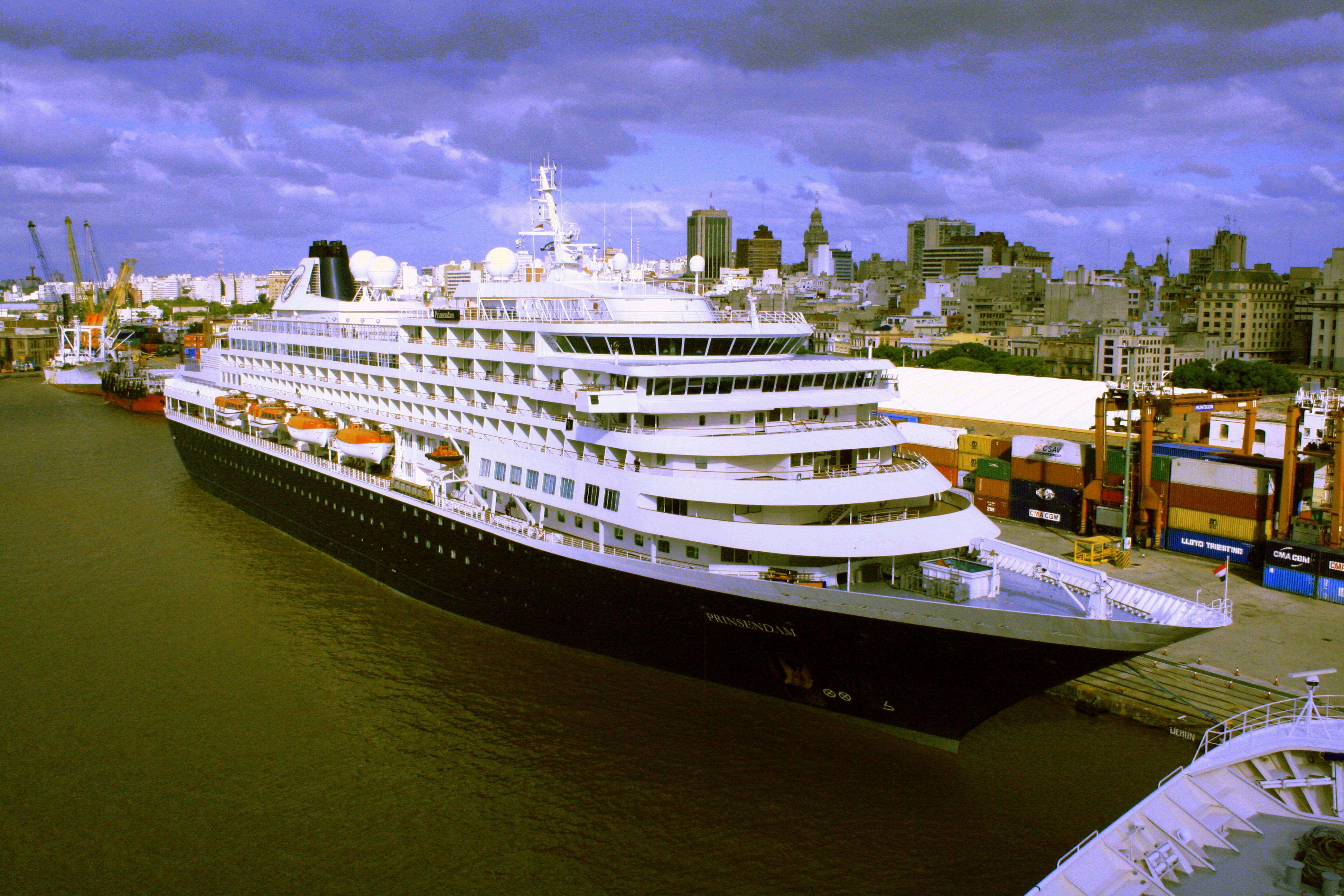
Prisendam nel porto di Montevideo

Da qualche tempo, la società Buquebus gestisce il proprio terminal passeggeri fluvio-marittimo per inviare il flusso di viaggiatori da e verso Buenos Aires.
Negli ultimi anni, è notevole l'arrivo delle crociere di passeggeri nel porto di Montevideo. È evidenziato nell'estate australe del 2012 l'arrivo della Costa Victoria, che ha permesso l'imbarco dei viaggiatori.
La compagnia Royal Caribbean ha espresso interesse a costruire il proprio terminal passeggeri.

## Curiosità

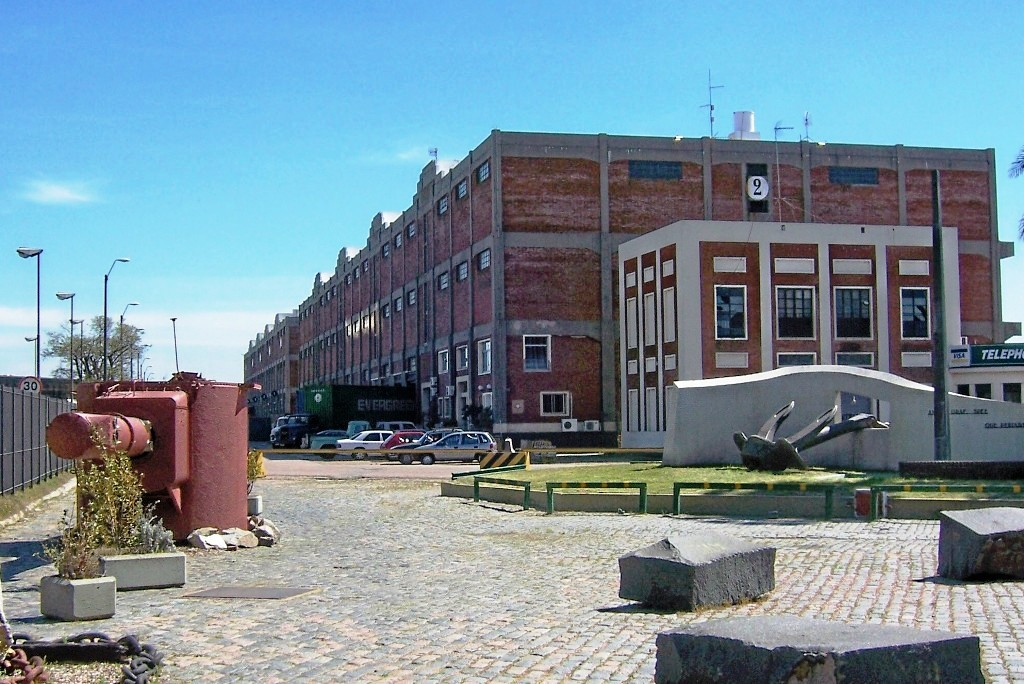
Telemetro e ancora della Graf Spee nel porto di Montevideo

Sul sito del porto è possibile vedere il telemetro e l'ancora della corazzata tascabile tedesca Admiral Graf Spee, che è stata dinamizzata e affondata nella baia di Montevideo nel 1939.